# Llegenda de la punyalada per l'esquena

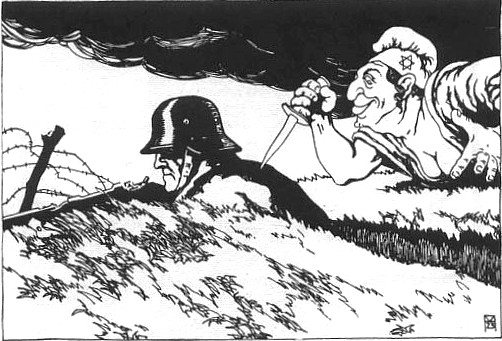
Il·lustració en una postal austríaca de 1919 en la qual es veu a una dona jueva atacant per l'esquena a l'exèrcit alemany.

La llegenda de la punyalada per l'esquena (en alemany: Dolchstoßlegende) fa referència a un mite social i a la teoria popular de persecució i propaganda a Alemanya durant el període d'entreguerres (1918-1939). Aquesta teoria atribueix la derrota d'Alemanya en la Primera Guerra Mundial a un determinat nombre d'assumptes interns domèstics, en lloc de a una fallada geoestratègica o militar. En concret, la teoria subratlla que el poble alemany no va saber respondre a la "crida patriòtica" en el moment crucial de la guerra i que alguns "elements" haurien "sabotejat l'esforç bèl·lic" a propòsit. Aquests elements després van ser identificats per Hitler com jueus i esquerrans.
El Dolchstoß es té com un dels factors més importants per explicar l'ascens al poder d'Adolf Hitler més endavant, ja que gran part de la base política inicial del Partit Nazi la componien veterans de la Primera Guerra Mundial i molts dels quals eren propers a aquesta interpretació de la història recent alemanya.

## Orígens

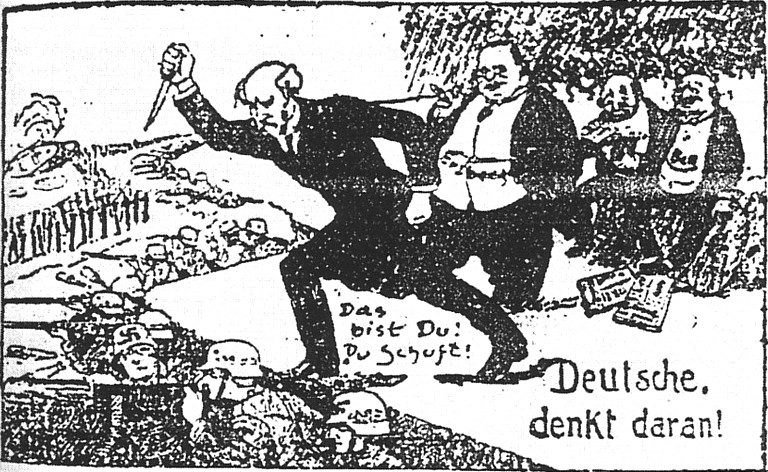
Il·lustració que mostra al polític alemany Philipp Scheidemann, qui va ajudar a fundar la República de Weimar, apunyalant a l'exèrcit alemany per l'esquena al costat de Matthias Erzberger, polític pacifista, ferm opositor a les accions del Kàiser i signant de l'armistici de l'11 de novembre de 1918, amb el qual va finalitzar la guerra.

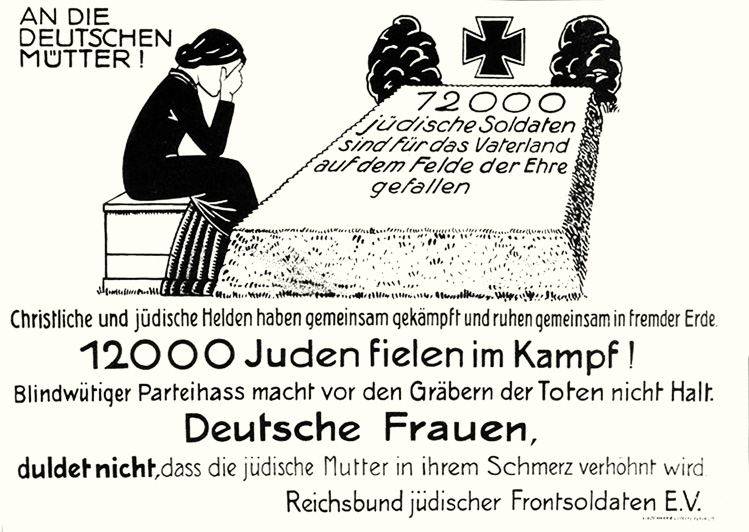
"12 000 soldats jueus van morir en el camp de batalla en honor de la mare pàtria." Fullet publicat en 1920 per veterans jueus de l'exèrcit alemany en resposta a les acusacions de falta de patriotisme.

Al final de la guerra, Alemanya estava sent governada com una dictadura militar, amb l'Alt Comandament Suprem (Oberste Heeresleitung, OHL) i el Generalfeldmarschall Paul von Hindenburg com a Comandant en Cap aconsellant al Kaiser Guillem II de Prússia. Després que l'última ofensiva alemanya fracassés en el front occidental en 1918, l'esforç militar alemany es va col·lapsar. Com a reacció, l'OHL va ordenar un veloç canvi de govern passant a un de civil. El General Ludendorff, Comandant Suprem de l'exèrcit alemany, va dir:
"Li he comunicat a La seva Excel·lència que ha arribat el moment de col·locar en el poder a aquests cercles als quals hem d'agrair que hagin aguantat tant. Per això hem de nomenar ara a aquests cavallers per als llocs de ministres. Ara podran fer la pau que deu fer-se. Que paguin ells els vidres trencats!"
L'11 de novembre de 1918, els representants de la recentment formada República de Weimar van signar un armistici, conegut com l'Armistici de l'11 de novembre de 1918 o Armistici de Compiègne, amb els Aliats, acabant així la Primera Guerra Mundial. El subsegüent Tractat de Versalles va implicar la pèrdua de territoris i les reparacions econòmiques als vencedors. Com el Kaiser havia estat obligat a renunciar i els militars van renunciar al poder executiu, va ser el "govern civil" l'encarregat de buscar la pau - la signatura del document de pau la va realitzar el Catòlic Centrista Matthias Erzberger, un civil, que va ser posteriorment assassinat per la seva presumpta traïció. Això va portar a la signatura del Tractat de Versalles. Encara que públicament van menysprear el tractat, va ser el més convenient per als generals alemanys - no hi va haver tribunals de crims de guerra, se'ls considerava herois invictes i podien, secretament, preparar la caiguda de la república que ells havien ajudat a crear.
El 1919 l'Exèrcit Provisional Nacional de la República de Weimar va començar a educar Adolf Hitler sobre les causes de la guerra i de la derrota, fixant fermament la Dolchstoßlegende en el seu pensament; seria el propi Ludendorff qui lideraria el fracassat Putsch de Múnic el 8 de novembre de 1923 juntament amb Hitler. Va ser el Reichswehr el que va proveir al Partit Nazi seus primers afiliats i va ser l'ancià de 85 anys Paul von Hindenburg qui nomenaria a Hitler canceller d'Alemanya el 30 de gener del 1933.
El naixement oficial del terme es pot datar possiblement a mitjans de 1919, quan Ludendorff estava celebrant un dinar amb el general britànic Sir Neil Malcolm. Malcolm li va preguntar a Ludendorff com havia estat possible que la dura Alemanya perdés la guerra. Ludendorff va contestar amb la típica llista d'excuses: el front interior va fallar, etc. Llavors, Sir Neil Malcolm va dir que «això sona com si els haguessin donat una punyalada per l'esquena, no creu?». La frase li va agradar a Ludendorff i ell mateix la va estendre entre els altres generals alemanys assegurant que aquesta era la versió oficial, i després es va expandir per tota la societat alemanya. Aquesta idea va ser adoptada per les faccions polítiques de dreta i usada com una forma d'atac contra el govern socialdemòcrata de Weimar, el qual havia arribat al poder en la Revolució de Novembre de 1918.
Richard Steigmann-Gall va dir que la llegenda de la punyalada per l'esquena es remunta al sermó pronunciat el 3 de febrer de 1918 pel Capellà Protestant de la Cort Bruno Dohring, sis mesos abans que la guerra hagués acabat. L'erudit alemany Boris Barth va insinuar, al contrari que Steigmann-Gall, que Doehring no va usar exactament aquest terme, sinó que només va parlar de "traïció". Barth rastreja el primer ús documentat del terme en una reunió de polítics centristes que va tenir lloc el 2 de novembre de 1918 a la cerveseria Löwenbräu de Múnic, en la qual Ernst Müller-Meiningen, un membre de la coalició Progressista del Reichstag, va usar el terme per exhortar els seus oients a que continuessin lluitant:
Mentre el front es mantingui, nosaltres tenim l'obligació de seguir resistint en la nostra pàtria. Ens avergonyirem davant dels nostres fills i nets si li caiem al capdavant (de batalla) per l'esquena i li assestem la punyalada. ("...wenn wir der Front in den Rücken fielen und ihr den Dolchstoß versetzten").
Barth també va demostrar que el terme es va popularitzar quan el diari patriòtic alemany Deutsche Tageszeitung va citar el 17 de desembre de 1918 un article del Neue Zürcher Zeitung que resumia dos articles previs del general britànic Frederick Maurice amb la frase que l'exèrcit alemany havia estat "apunyalat per l'esquena per la població civil "(" von der Zivilbevölkerung von hinten erdolcht "). (Maurice més tard va desmentir haver emprat aquest terme.) D'aquesta manera Barth va demostrar que el terme ja solia utilitzar força temps abans de la apòcrifa conversa entre Ludendorff i Malcolm.
Les acusacions que l'esquerra havia estat còmplice de la derrota alemanya van assenyalar durament a figures com Kurt Eisner, un jueu alemany nascut a Berlín que vivia a Múnic. Aquest havia escrit reiteradament des de 1916 sobre la naturalesa il·legal de la guerra i va ser una figura important en la revolució de Múnic fins que va ser assassinat al febrer de 1919, i a Rosa Luxemburg, que va intentar successives vegades cridar a la vaga general als obrers alemanys. La República de Weimar, sota el govern de Friedrich Ebert, no va dubtar a aixafar violentament les revoltes d'obrers amb l'ajut de Gustav Noske i el general de la Reichswehr Groener, i va tolerar els Freikorps paramilitars existents per tota Alemanya. Malgrat aquesta tolerància, la legitimitat de la República va ser atacada constantment al·legant coses com "la punyalada per l'esquena". Molts dels seus representants, com Matthias Erzberger i Walther Rathenau, van ser assassinats, i els líders van ser titllats de "criminals" i jueus per la premsa que dominava Alfred Hugenberg.
L'historiador alemany Friedrich Meinecke va intentar assenyalar l'origen del terme en un article del periòdic vienés Neue Freie Presse de data 11 de juny de 1922. En les eleccions nacionals de 1924, la revista mensual cultural muniquesa Süddeutsche Monatshefte va publicar una sèrie d'articles acusant al SPD i als sindicats de ser els culpables de la derrota alemanya en la guerra (la il·lustració que encapçala aquesta pàgina és la portada d'abril de 1924 d'aquesta revista, que va ser publicada durant el judici a Hitler i Ludendorff per alta traïció). L'editor d'un periòdic del SPD va demandar a la revista per difamació, donant lloc al que es coneix com el Münchner Dolchstoßprozess des del 19 d'octubre al 20 de novembre de 1924. Moltes figures rellevants van atestar en aquest judici, incloent a membres del comitè parlamentari encarregat d'investigar les causes de la derrota, per la qual cosa alguns dels resultats d'aquest comitè es van fer públics molt abans que es publiqués l'informe oficial del comitè en 1928.
Aquesta punyalada per darrere va ser la imatge central que propagaren molts dels partits polítics conservadors i dretans que van sorgir en els primers moments de la República de Weimar, com el NSDAP de Hitler. Per al propi Hitler, aquest model explicatiu de la Primera Guerra Mundial va ser d'una importància personal crucial. Ell es va assabentar de la derrota d'Alemanya mentre estava sent tractat d'una ceguesa temporal produïda per un atac amb gasos al front. En Mein Kampf descriu la visió que va tenir, que va ser la que el va impulsar a entrar en política. Durant tota la seva carrera política va atacar sistemàticament als "criminals de novembre" de 1918 que havien apunyalat per l'esquena a l'exèrcit alemany.

## Altres exemples
En altres països van sorgir mites semblants de "traïcions internes" al final de la Primera Guerra Mundial, encara que als països de l'Entesa, ja prop de la victòria, van desaparèixer ràpidament. A Gran Bretanya durant l'Ofensiva de Primavera orquestrada per Erich Ludendorff en l'estiu de 1918, Noel Pemberton Billing, un membre de l'ala dreta del parlament, va publicar un article titulat "El culte del clítoris" (The Cult of the Clitoris), en què assegurava que 47.000 membres del sistema administratiu britànic treballaven secretament per als alemanys. Els 47.000 eren homosexuals i altres "pervertits" que estaven traint a la nació perquè els alemanys s'havien fet amb un "llibre negre" on apareixien els seus noms. Admiradors d'Oscar Wilde pertanyents al cercle de l'ex amant de Wilde, Robert Ross, se suposava que eren el centre del culte. L'article va ser un escàndol i va arribar a provocar un judici per difamació.
Altres guerres han estat percebudes com a "guanyables" per alguna nació poderosa, però en acabar en derrota, aquesta va ser atribuïda a algun tipus de traïció interna. Per exemple, idees similars a la Dolchstosslegende van sorgir en cercles del conservadorisme dretà dels Estats Units en els últims anys de la Guerra del Vietnam, acusant els moviments contraculturals i defensors del pacifisme d'estar formats per degenerats, titllant els objectors de la guerra d'antipatriotes o al·legant inclusivament que els qui s'oposaven a continuar la lluita al Vietnam eren manipulats per forces comunistes internacionals. Aquestes acusacions es van desenvolupar dins de la idea de la "Síndrome del Vietnam", segons la qual la política exterior dels EUA va ser mutilada per la retirada del Vietnam. No obstant això, uns altres creuen que aquesta "síndrome" és un mite.
Després de la Segona Guerra Mundial, la "Nota de Stalin" el 1952 va proposar la reunificació alemanya i la retirada de les superpotències de l'Europa Central, però l'oferta va ser rebutjada pels Estats Units i els seus aliats. Això de vegades es considera un altre cas de "punyalada per l'esquena", tot i que hi ha dubtes sobre la sinceritat de Stalin en aquest tema.